# ژو پیشون
ژو پیشون (انگلیسی: Zhou Peishun؛ زادهٔ ۸ مارس ۱۹۶۲) وزنه‌بردار اهل چین بود.